# 印度尼西亚驻外机构列表

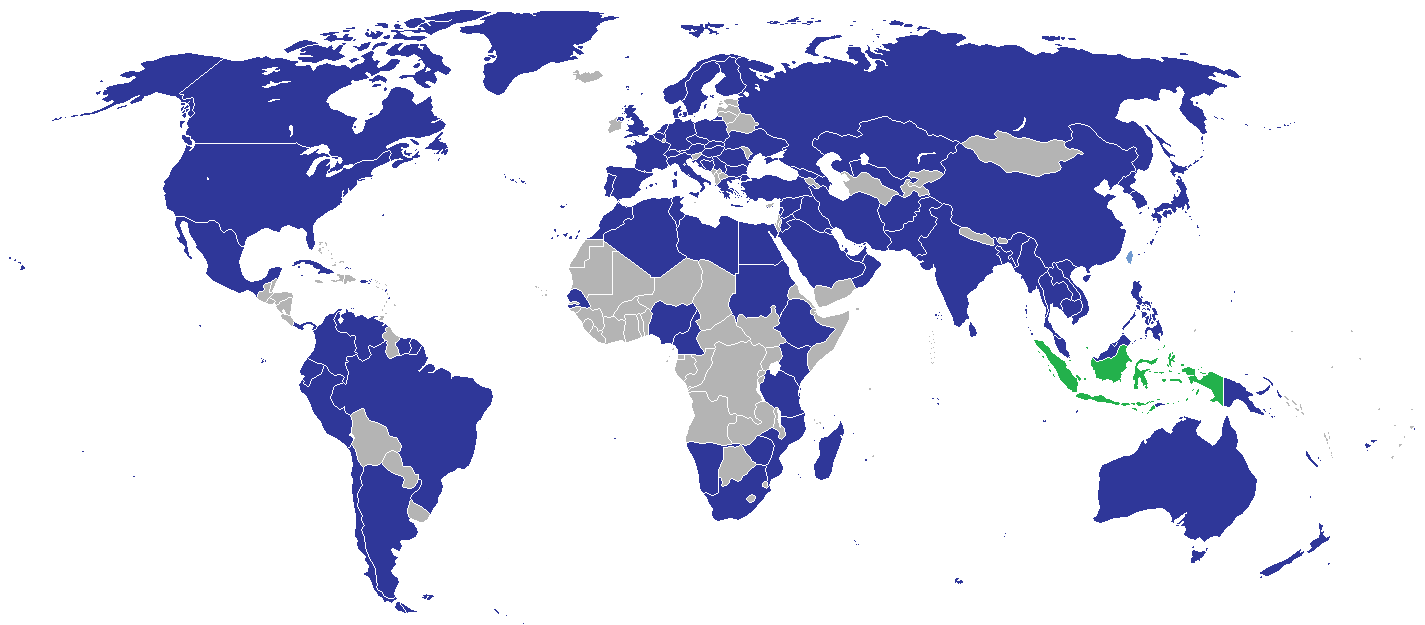
印度尼西亞駐外機構分佈圖

本列表列出印度尼西亞駐外機構

## 非洲
| 国家       | 城市         | 外交机构级别 | 领区                                                             | 照片             | Ref.  |
| ---------- | ------------ | ------------ | ---------------------------------------------------------------- | ---------------- | ----- |
| 阿尔及利亚 | 阿尔及尔     | 大使馆       |                                                                  |                  |       |
| 埃及       | 开罗         | 大使馆       |                                                                  |                  |       |
| 衣索比亞   | 亚的斯亚贝巴 | 大使馆       | 国家:                                                            |                  |       |
|            | 内罗毕       | 大使馆       | 国家: - 刚果民主共和国 - 乌干达                                  |                  |       |
| 利比亞     | 的黎波里     | 大使馆       |                                                                  |                  |       |
| 马达加斯加 | 塔那那利佛   | 大使馆       | 大使馆: - 模里西斯 - 塞舌尔                                      |                  |       |
| 摩洛哥     | 拉巴特       | 大使馆       | 国家: - 毛里塔尼亚                                               | Embassy in Rabat |       |
| 莫桑比克   | 马普托       | 大使馆       | 国家: - 马拉维                                                   |                  |       |
| 纳米比亚   | 温得和克     | 大使馆       | 国家: - 安哥拉                                                   |                  |       |
| 奈及利亞   | 阿布贾       | 大使馆       | 国家: - 布吉納法索 - 利比里亚 - 尼日尔 - 聖多美和普林西比 - 多哥 |                  |       |
| 塞内加尔   | 达喀尔       | 大使馆       | 国家: - 几内亚                                                   |                  |       |
| 南非       | 比勒陀利亚   | 大使馆       | 国家: - 賴索托                                                   |                  |       |
| 南非       | 开普敦       | 总领事馆     | 国家: - 賴索托                                                   |                  |       |
| 苏丹       | 喀土穆       | 大使馆       | 国家: - 南蘇丹                                                   |                  | [ 1 ] |
| 坦桑尼亚   | 达累斯萨拉姆 | 大使馆       | 国家: - 卢旺达                                                   |                  |       |
| 突尼西亞   | 突尼斯市     | 大使馆       |                                                                  |                  |       |
| 辛巴威     | 哈拉雷       | 大使馆       | 国家: - 尚比亞                                                   |                  | [ 2 ] |

## 美洲
- 阿根廷
  - 印度尼西亞駐阿根廷大使館（布宜諾斯艾利斯）
- 巴西
  - 印度尼西亞駐巴西大使館（巴西利亞）
- 加拿大
  - 印度尼西亞駐加拿大大使館（渥太華）
- 智利
  - 印度尼西亞駐智利大使館（聖地亞哥）
- 哥伦比亚
  - 印度尼西亞駐哥倫比亞大使館（波哥大）
- 古巴
  - 印度尼西亞駐古巴大使館（哈瓦那）
- - 印度尼西亞駐厄瓜多爾大使館（基多）
- 墨西哥
  - 印度尼西亞駐墨西哥大使館（墨西哥城）
- 巴拿马
  - 印度尼西亞駐巴拿馬大使館（巴拿馬城）
- 秘魯
  - 印度尼西亞駐秘魯大使館（利馬）
- 苏里南
  - 印度尼西亞駐蘇里南大使館（帕拉馬里博）
- 美国
  - 印度尼西亞駐美國大使館（華盛頓特區）
- 委內瑞拉
  - 印度尼西亞駐委內瑞拉大使館（加拉加斯）

## 亞洲
- 阿富汗
  - 印度尼西亞駐阿富汗大使館（喀布爾）
- - 印度尼西亞駐阿塞拜疆大使館（巴庫）
- 巴林
  - 印度尼西亞駐巴林大使館（麥納麥）
- - 印度尼西亞駐孟加拉大使館（達卡）
- - 印度尼西亞駐汶萊大使館（斯里巴加灣市）
- 柬埔寨
  - 印度尼西亞駐柬埔寨大使館（金邊）
- 中华人民共和国
  - 印度尼西亞駐華大使館（北京）[3]
- 印度
  - 印度尼西亞駐印度大使館（新德里）
- 伊朗
  - 印度尼西亞駐伊朗大使館（德黑蘭）
- 伊拉克
  - 印度尼西亞駐伊拉克大使館（巴格達）
- 日本
  - 印度尼西亞駐日本大使館（東京）
- 约旦
  - 印度尼西亞駐約旦大使館（安曼）
- - 印度尼西亞駐哈薩克大使館（阿斯塔納）
- 科威特
  - 印度尼西亞駐科威特大使館（科威特城）
- 黎巴嫩
  - 印度尼西亞駐黎巴嫩大使館（貝魯特）
- 马来西亚
  - 印度尼西亞駐馬來西亞大使館（吉隆坡）
- 緬甸
  - 印度尼西亞駐緬甸大使館（仰光）
- 巴基斯坦
  - 印度尼西亞駐巴基斯坦大使館（伊斯蘭堡）
- 菲律賓
  - 印度尼西亞駐菲律賓大使館（馬尼拉）
- - 印度尼西亞駐卡塔爾大使館（多哈）
- 沙烏地阿拉伯
  - 印度尼西亞駐沙特阿拉伯大使館（利雅得）
- 新加坡
  - 印度尼西亞駐新加坡大使館（新加坡）
- - 印度尼西亞駐大韓民國大使館（首爾）
- 叙利亚
  - 印度尼西亞駐敘利亞大使館（大馬士革）
- 中華民國
  - 駐台北印尼經濟貿易代表處（台北）
- 泰國
  - 印度尼西亞駐泰國大使館（曼谷）
- 土耳其
  - 印度尼西亞駐土耳其大使館（安卡拉）
- 阿联酋
  - 印度尼西亞駐阿拉伯聯合酋長國大使館（阿布扎比）
- - 印度尼西亞駐烏茲別克大使館（塔什干）
- 越南
  - 印度尼西亞駐越南大使館（河內）

## 歐洲
- 奥地利
  - 印度尼西亞駐奧地利大使館（維也納）
- 比利时
  - 印度尼西亞駐比利時大使館（布魯塞爾）
- 保加利亚
  - 印度尼西亞駐保加利亞大使館（索菲亞）
- - 印度尼西亞駐克羅地亞大使館（薩格勒布）
- 捷克
  - 印度尼西亞駐捷克大使館（布拉格）
- 丹麦
  - 印度尼西亞駐丹麥大使館（哥本哈根）
- 芬兰
  - 印度尼西亞駐芬蘭大使館（赫爾辛基）
- 法國
  - 印度尼西亞駐法國大使館（巴黎）
- 德国
  - 印度尼西亞駐德國大使館（柏林）
- 希腊
  - 印度尼西亞駐希臘大使館（雅典）
- 匈牙利
  - 印度尼西亞駐匈牙利大使館（布達佩斯）
- 義大利
  - 印度尼西亞駐意大利大使館（羅馬）
- 荷蘭
  - 印度尼西亞駐荷蘭大使館（海牙）
- 挪威
  - 印度尼西亞駐挪威大使館（奧斯陸）[4]
- 波蘭
  - 印度尼西亞駐波蘭大使館（華沙）
- 葡萄牙
  - 印度尼西亞駐葡萄牙大使館（里斯本）
- 羅馬尼亞
  - 印度尼西亞駐羅馬尼亞大使館（布加勒斯特）
- 俄羅斯
  - 印度尼西亞駐俄羅斯大使館（莫斯科）
- 塞爾維亞
  - 印度尼西亞駐塞爾維亞大使館（貝爾格萊德）
- 斯洛伐克
  - 印度尼西亞駐斯洛伐克大使館（布拉迪斯拉發）[5]
- 西班牙
  - 印度尼西亞駐西班牙大使館（馬德里）
- 瑞典
  - 印度尼西亞駐瑞典大使館（斯德哥爾摩）
- 瑞士
  - 印度尼西亞駐瑞士大使館（伯爾尼）
- 乌克兰
  - 印度尼西亞駐烏克蘭大使館（基輔）
- 英国
  - 印度尼西亞駐英國大使館（倫敦）

## 大洋洲
- - 印度尼西亞駐澳洲大使館（坎培拉）
- 新西兰
  - 印度尼西亞駐新西蘭大使館（惠靈頓）

## 國際組織
- 联合国
  - 印度尼西亞常駐聯合國代表團（紐約）
  - 印度尼西亞常駐聯合國日內瓦辦事處